# 岡本毅
岡本 毅（おかもと つよし、1947年9月23日 - ）は日本の実業家。東京ガス代表取締役社長、同会長、日本経団連副会長、日本ガス協会会長等を歴任した。旭化成取締役、日本郵政取締役、三菱地所取締役。

## 人物
京都府京都市生まれ。父は産経新聞記者。父が津支局長や大津支局長に就任すると家族で支局の2階に住むようになる。その後東京に移り、東京都立青山高等学校を経て、1970年に一橋大学経済学部を卒業。大学では板垣与一ゼミに所属。大学卒業後は新聞記者になることを考えていたが、母親に反対され株式会社東京ガスに入社。
東京瓦斯では企画部に配属されたのち、1972年から2年間練馬営業所で勤務。1977年6月から3年間中東経済研究所（現日本エネルギー経済研究所）研究所研究員を務めたのち、1980年に原料部に配属される。1987年から1年間ハーバード大学国際問題研究所（CFIA）に留学。
1991年東京瓦斯原料部LNG第一グループマネージャー、1992年同社原料部原料調査開発グループマネージャー、1994年同社原料部長代理。原料部では、インドネシアからの天然ガス長期輸入プロジェクトや、初の自社管理LNG船による液化天然ガス輸入プロジェクトを進め、調達先の多様化、コスト削減を進めた。自社管理船プロジェクトの大阪ガスでの担当者は尾崎裕。
1997年東京瓦斯北部事業本部副本部長、1998年同社文書部長、1999年同社総務部担当取締役付兼日本ガス協会業務部長、2002年同社執行役員企画本部総合企画部長、2004年同社取締役常務執行役員企画本部長・コーポレート・コミュニケーション本部長等を歴任。企画本部長として「2009～2013年度 グループ中期経営計画」の策定を指揮。同計画は、前回計画の1.5倍の投資規模となった。2007年株式会社東京ガス代表取締役副社長執行役員（社長補佐、人事部担当、秘書部担当、総務部担当、コンプライアンス部担当）昇格。
2010年東京瓦斯代表取締役社長執行役員昇格。社長内定発表会見では「地域密着型の営業体制で顧客への認知度を高める」と述べ、鳥原光憲社長の地域密着型営業路線を引き継ぐことを明らかにした。また電力会社との競争には産業分野で需要開拓を進めて対抗するという方針を示した。2014年4月東京瓦斯取締役会長。この間2007年社団法人日本ガス協会理事就任、2013年同会副会長就任、2015年日本体育協会副会長、一般社団法人如水会理事長及び国立大学法人一橋大学理事就任。2016年日本経済団体連合会副会長及び日本ガス協会会長、ゆうちょ銀行取締役就任。2018年国立大学法人一橋大学社会科学の発展を考える円卓会議委員就任、日本郵政取締役、旭化成取締役。2019年三菱地所取締役指名委員会委員長・報酬委員会委員。
趣味は文楽鑑賞、サッカー観戦。東京ガスサッカー部（後のFC東京）の部員だった同僚を応援するために試合観戦して以来、FC東京の熱心なサポーターで、同クラブの取締役も務めていた。妻との間に二男がある。